# Abdul Ghani Baradar
Mollah Abdul Ghani Baradar (Dari/Pasto: عبدالغنی برادر; sinh k. 1968), còn được gọi là Mullah Baradar Akhund, là một lãnh tụ Taliban của Afghanistan.  Phụ tá của Mullah Mohammed Omar và lãnh tụ của Quetta Shura, Baradar phần lớn được xem như lãnh tụ trên thực tế của Taliban cho đến năm 2009. Ông bị lực lượng Hoa Kỳ và Pakistan bắt ở Pakistan ngày 8 tháng 2 năm 2010, trong một cuộc đột kích lúc bình minh.

## Thân thế và làm việc cho Taliban
Sinh tại làng Weetmak, Quận Deh Rahwod, Tỉnh Orūzgān, Baradar là một Durrani người Pastun của bộ lạc Popalzai. Baradar chiến đấu cùng với mujahid Afghanistan trong Chiến tranh Xô viết tại Afghanistan và sau đó vận hành madrasa tại Maiwand, tỉnh Kandahar cùng với cựu tư lệnh của mình, Mohammad Omar (hai người có thể là anh em rể thông qua việc hôn nhân để hai chị em). Năm 1994, ông giúp Omar sáng lập Taliban.